# 25.17
25.17 (nazwa singla występuje również jako 25:17, Ezekiel 25.17 bądź Ezekiel 25:17) – czternasty singel oraz utwór niemieckiego DJ-a i producenta – Tomcrafta, wydany 21 listopada 1999 (dokładnie miesiąc po wydaniu poprzedniego singla Punk Da Funk) w Niemczech przez wytwórnię Kosmo Records (wydanie CD i 12"). Utwór pochodzi z debiutanckiego albumu Tomcrafta – All I Got (ósmy singel z tej płyty). Na singel składa się tylko utwór tytułowy w trzech wersjach (CD) i w dwóch wersjach (12").
W utworze wykorzystano fragment ścieżki dźwiękowej filmu Pulp Fiction Quentina Tarantino, w którym Jules (Samuel L. Jackson) rzekomo cytuje Księgę Ezechiela ze Starego Testamentu (właściwie tylko ostatnie zdanie jest zmienionym cytatem tytułowego wersu Ez 25.17). Poniżej znajduje się fragment tej kwestii (fragment wytłuszczony to kwestia wykorzystana w utworze):

There's a passage I got memorized, seems appropriate for this situation: Ezekiel 25:17. "The path of the righteous man is beset on all sides by the inequities of the selfish and the tyranny of evil men. Blessed is he who, in the name of charity and good will, shepherds the weak through the valley of darkness, for he is truly his brother's keeper and the finder of lost children. And I will strike down upon thee with great vengeance and furious anger those who attempt to poison and destroy my brothers. And you will know my name is the Lord when I lay my vengeance upon thee."

## Lista utworów

### CD
1. 25.17 (Radio Edit) (4:14)
2. 25.17 (Ezekiel Mix) (9:31)
3. 25.17 (Tomcraft Hat Spaß Mix) (7:52)

### 12"
1. 25.17 (Ezekiel Mix) (9:31)
2. 25.17 (Tomcraft Hat Spaß Mix) (7:52)